# تشارلز إيدي
تشارلز إيدي هو لاعب كريكت وسياسي أسترالي، ولد في 29 أكتوبر 1870 في هوبارت في أستراليا، وتوفي بنفس المكان في 20 ديسمبر 1945. انتخب President of the Tasmanian Legislative Council ‏ (9 مايو 1944 – 20 ديسمبر 1945) وانتخب عضو المجلس التشريعي التاسماني ‏ عن دائرة Electoral division of Hobart ‏ (23 يونيو 1925 – 20 ديسمبر 1945).

## وصلات خارجية
- تشارلز إيدي على موقع إي آس بي آن كريك إنفو (الإنجليزية)